# Le spie di Churchill
Le spie di Churchill (A Call to Spy) è un film del 2019 diretto da Lydia Dean Pilcher.

## Trama
All'inizio della seconda guerra mondiale, con la Gran Bretagna sempre più disperata, Churchill ordina alla sua nuova agenzia di spionaggio, lo Special Operations Executive (SOE), di reclutare e addestrare donne come spie. Tra queste la figura della nota Virginia Hall. Queste donne contribuiscono alla caduta del regime nazista in Francia.

## Produzione
Le riprese sono state effettuate a Filadelfia e Budapest.

## Distribuzione
Il lungometraggio è stato presentato in anteprima mondiale il 21 giugno 2019 all'Edinburgh International Film Festival ed è uscito negli Stati Uniti il 2 ottobre 2020, nelle sale e in video on demand.

## Accoglienza

### Critica
Il film ha ricevuto diverse recensioni.